# Autoginofília
L' autoginefília o autoginofília (del grec αὐτό 'un mateix', γῦνή 'dona' i φῖλία 'amor'; 'estimar-se un mateix com a dona') és un terme encunyat per Ray Blanchard el 1989. Blanchard defineix autoginefília com «la tendència parafílica d'un home que s'excita sexualment pel pensament o la imatge de si mateix com una dona». Amb anterioritat als estudis de Blanchard, aquest comportament era anomenat «fetitxisme transvestit».

## Característiques clíniques
Blanchard va arribar a la seva teoria de la autoginefilia principalment interpretant els relats de dones trans. En una sèrie d'estudis en l'Institut Clarke de Psiquiatria a finalitats de la dècada de 1980, va lliurar qüestionaris a pacients amb disforia de gènere, classificant als participants com a "heterosexuals", "asexuals", "bisexuals" o "homosexuals" segons els resultats de dos qüestionaris, les Escales d'Androfilia Modificada i Ginofilia Modificada. Blanchard va avaluar la autoginefilia preguntant sobre l'excitació eròtica en associació amb la fantasia de tenir diversos trets femenins, com a vulva o mames, i la fantasia de ser admirada com a dona per una altra persona. Amb base en els resultats, Blanchard escriu que els grups "heterosexuals", "asexuals" i "bisexuals" van resultar ser més similars entre sí que qualsevol altre grup "homosexual", concloent que els transsexuals no homosexuals, juntament amb transvestits compartien una "història d'excitació eròtica en associació amb el pensament o la imatge d'un mateix com a dona".
Es dona en persones transgènere que fantasiegen i aconsegueixen excitació sexual quan es vesteixen amb roba femenina o quan adopten postures que consideren típiques de dona. Alguns d'ells duen a terme el transvestisme, la teràpia de substitució hormonal i la cirurgia de reassignació de sexe. En aquest sentit, és essencial, com indica Álvarez-Gayou Jurgenson, diferenciar entre transvestisme, transsexualitat i transgènere. Per a Michael Bailey, la autoginefilia és «un tipus de parafilia, és a dir una preferència sexual insòlita, com el sadisme i masoquisme, el froteurismo, la necrofília, la zoofilia i la pedofília».

## Crítiques
El concepte de autoginefilia ha estat criticat per assumir que només les dones trans experimenten el desig sexual a través de la seva identitat de gènere. Julia Serano afirma que l'autoginefilia és similar a l'excitació sexual en dones cisgènere. Almenys dos estudis han provat la possibilitat que les dones cisgènere també poden experimentar autoginefilia. Jaimie Veale i els seus col·legues van informar en 2008 que, a partir d'una enquesta de dones cisgènere, es van recolzar amb freqüència elements en versions adaptades de les escales de autoginefilia de Blanchard, encara que les autores van afirmar que és poc probable que aquestes dones experimentessin la autoginefilia de la forma en què Blanchard la va conceptualitzar.
Moser va crear una escala de autoginefilia per a dones en 2009, basada en elements utilitzats per a classificar a persones trans com autoginefíliques en altres estudis. Es va distribuir un qüestionari que incloïa l'escala a una mostra de 51 dones professionals empleades en un hospital urbà; es van retornar 29 qüestionaris completats per a la seva anàlisi. Segons la definició de tenir excitació eròtica alguna vegada davant el pensament o la imatge de veure's com una dona, el 93% de les enquestades serien classificades com "autoginefíliques". Utilitzant una definició més rigorosa d'excitació "freqüent" d'elements múltiples, el 28% es classificarien com autoginefíliques. Mentre que Blanchard va afirmar que la autoginoefilia no ocorre en les dones, Moser va escriure que tots dos estudis revelaven que, usant mesures similars a les de Blanchard, un nombre significatiu de dones cisgènere podrien ser classificades com autoginefíliques.